# Mayara Moura
Mayara Moura (født 5. december 1986) er en brasiliansk håndboldspiller som spiller for EC Pinheiros i Brasilien. Hun har tidligere spillet for Nykøbing Falster Håndboldklub, Blumenau, Hypo Niederösterreich og Mios Biganos Handball.
Hun spiller for det brasilianske landshold og deltog ved VM i 2011 og 2013 samt OL i 2012.